# كراسنولوبدسك (مقاطعة فولغوغراد)
كراسنولوبدسك، فولغوغراد أوبلاست (بالروسية: Краснослободск) هي إحدى مدن روسيا في الكيان الفدرالي الروسي فولغوغراد أوبلاست.